# Burg Ringelstein
Die Ruine der Burg Ringelstein liegt oberhalb des Almetales auf einem Bergkamm und gehört heute zum Gebiet der Bürener Ortschaft Harth. In der Ruine der Höhenburg können die Reste der von den Edelherren von Büren um 1385 erbauten Burg Ringelstein besichtigt werden.

## Geschichte
Im Jahr 1383 nahm die Davensberger Linie der Edelherren von Büren eine neu zu erbauende Burg vom Kölner Erzbischof Friedrich zu Lehen „op der stat die genannt is de Nyeburgh boyven Buren vor dem Walde“. Die Burg wurde also an die Stelle gebaut, die schon 1376 vermeldet wurde als „nyen borch boven Buren“. Ob es sich 1383 um eine zerstörte oder eine noch nicht fertiggestellte Burg handelte, ist nicht ganz deutlich. Sie sollte als Vorposten im Almetal dienen und halb den Davensberger und halb dem Kölner Erzbischof gehören.
Die Davensberger verpfändeten 1394 ihre Burg an Johann von Scharfenberg, eine Seitenlinie der Familie Padberg. Zur gleichen Zeit verpfändeten die Edelherren von Büren der Wewelsburger Linie ihre Hälfte der Burg und Stadt Alme an Hermann von Padberg. Die Burg Ringelstein wurde erst im Jahr 1399 von Berthold von Büren wieder eingelöst. Bei dieser Einlösung wurde die Burg Ringelstein zum ersten Mal namentlich genannt.
Oft wird geschrieben, dass diese Burg dazu diente, die Padberger und ihre Bengler abzuwehren. Verpfändung und Einlöse der Pfandsummen der beiden Burgen Ringelstein und Alme sollen hiermit im Zusammenhang stehen. Dafür gibt es aber keine Belege.
1458 wurde die Burg dem Landgrafen von Hessen zu Lehen aufgetragen. Bernd III. von Büren war schon 1430 im Dienst des Landgrafen Ludwig I. von Hessen, wie auch seine Enkelkinder Bernhard und Johann von Büren zwischen 1498 und 1510. Johann wurde 1519 als Rat auf Lebenszeit ernannt von Landgraf Philipp I. und seiner Mutter.
Ein Inventarverzeichnis Ringelsteins von 1574 deutet darauf hin, dass die Burg zu dieser Zeit ein Jagdschloss der in Büren residierenden Edelherren war. Es gibt auch eine Kurzbeschreibung der Räumlichkeiten: zwölf Zimmer, Küche, Eierkeller, Weinkeller, Fleischkeller, Brau- und Backhaus, Reisigenstall und Kornboden.
Im Dreißigjährigen Krieg war die Burg Schauplatz zahlreicher Hexenprozesse. Auf Ringelstein befand sich eine Gerichtsstätte der Herrschaft Büren mit entsprechenden Kerker- und Folteranlagen. So wurden im Jahr 1631 innerhalb von nur 30 Tagen 55 Personen als Hexen verurteilt und hingerichtet. Zeugnisse dieser Prozesse finden sich im zur Burgruine gehörenden Hexenkeller. Nach 1802 verlor Ringelstein an Bedeutung und verfiel.

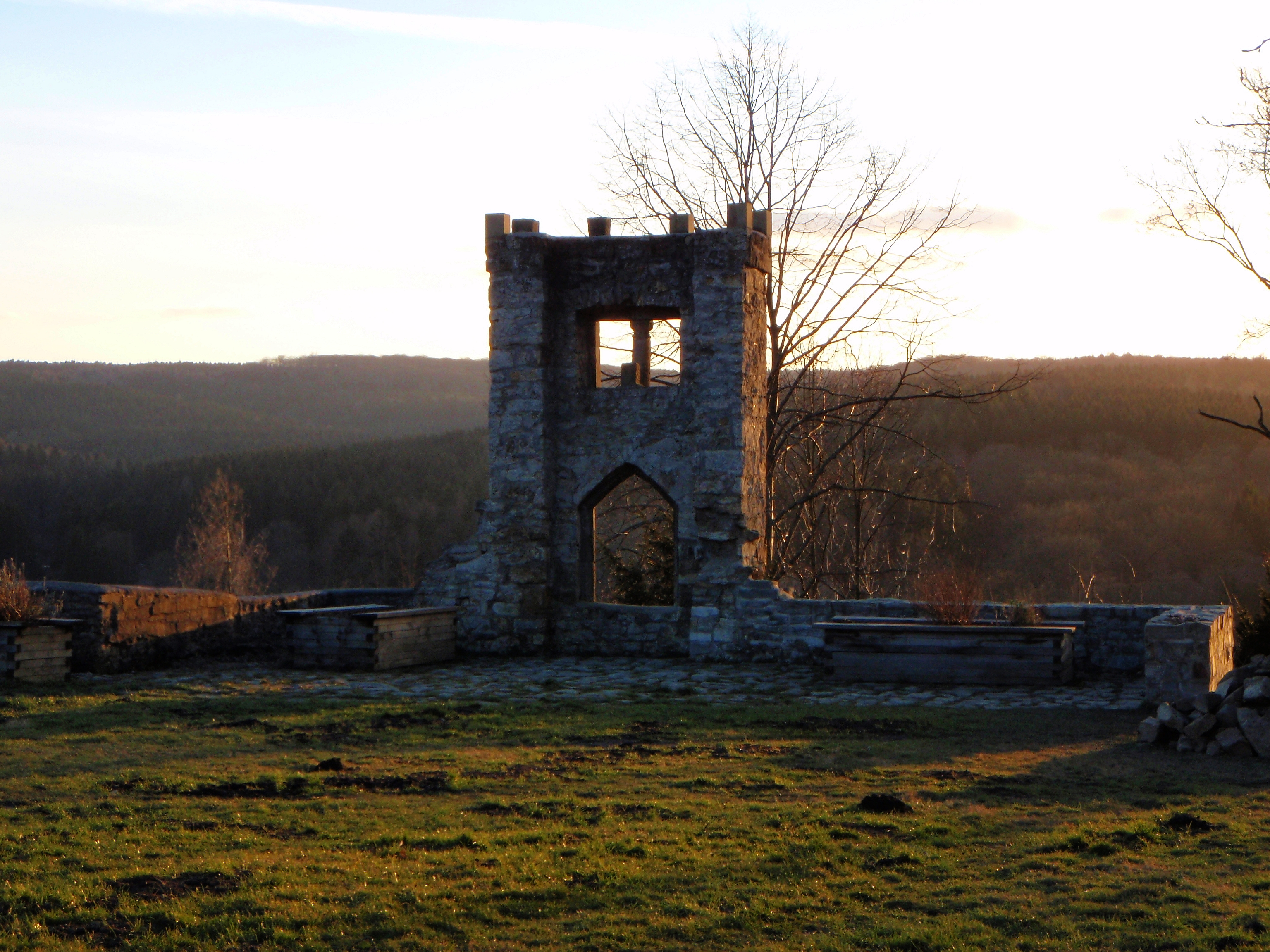
Ruine Ringelstein
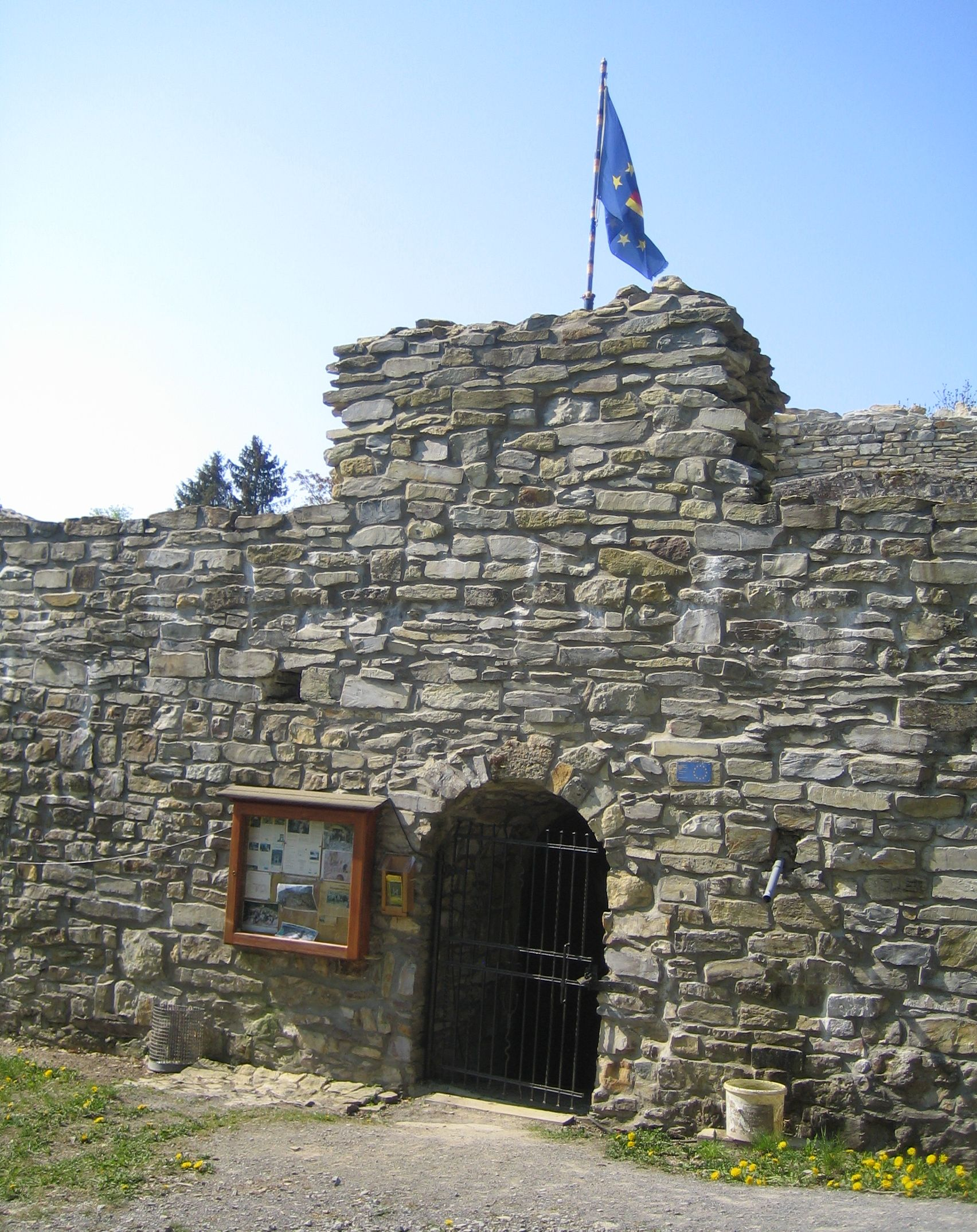
Burg Ringelstein, Eingang zum Keller
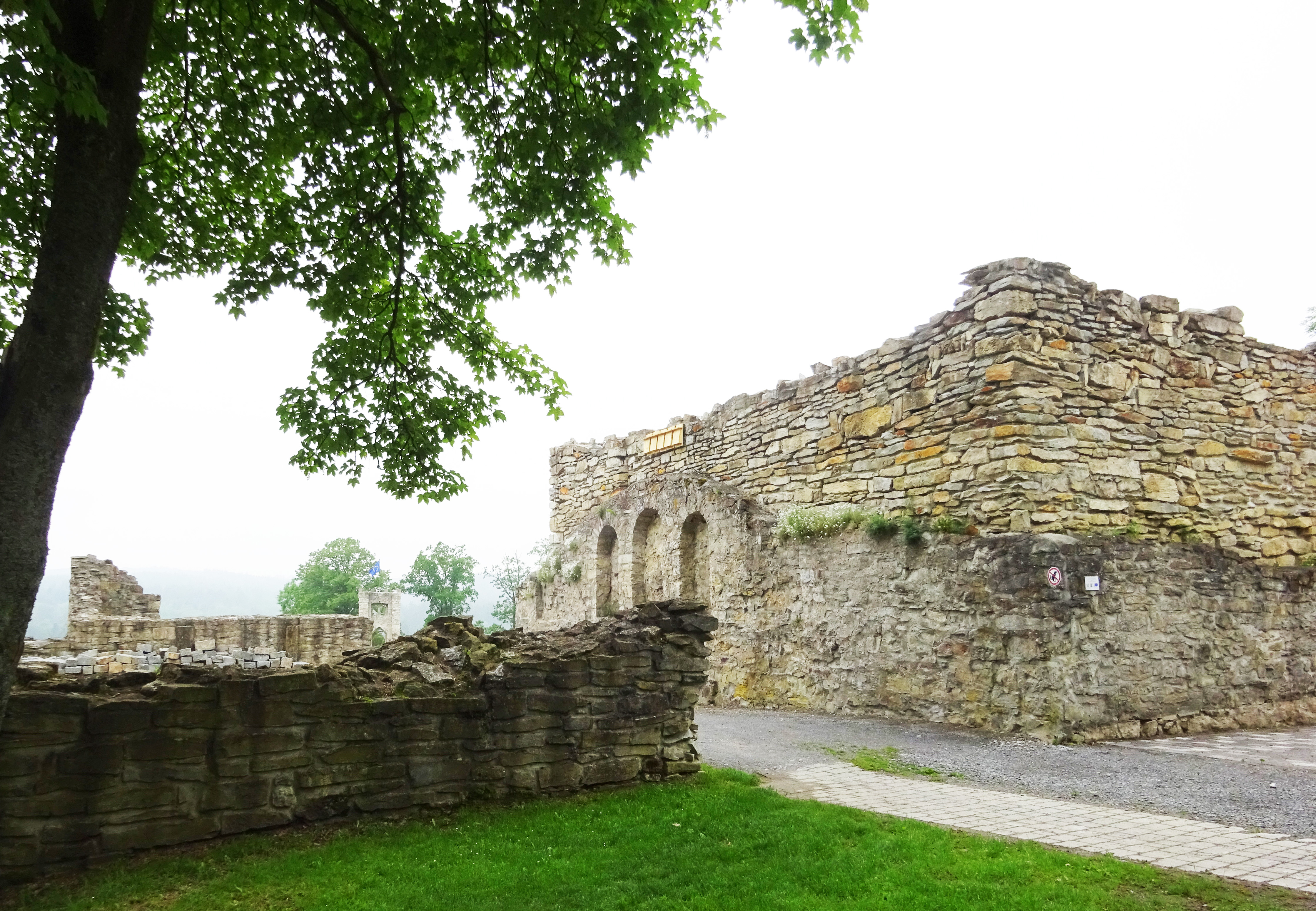
Burggelände der Burgruine Ringelstein
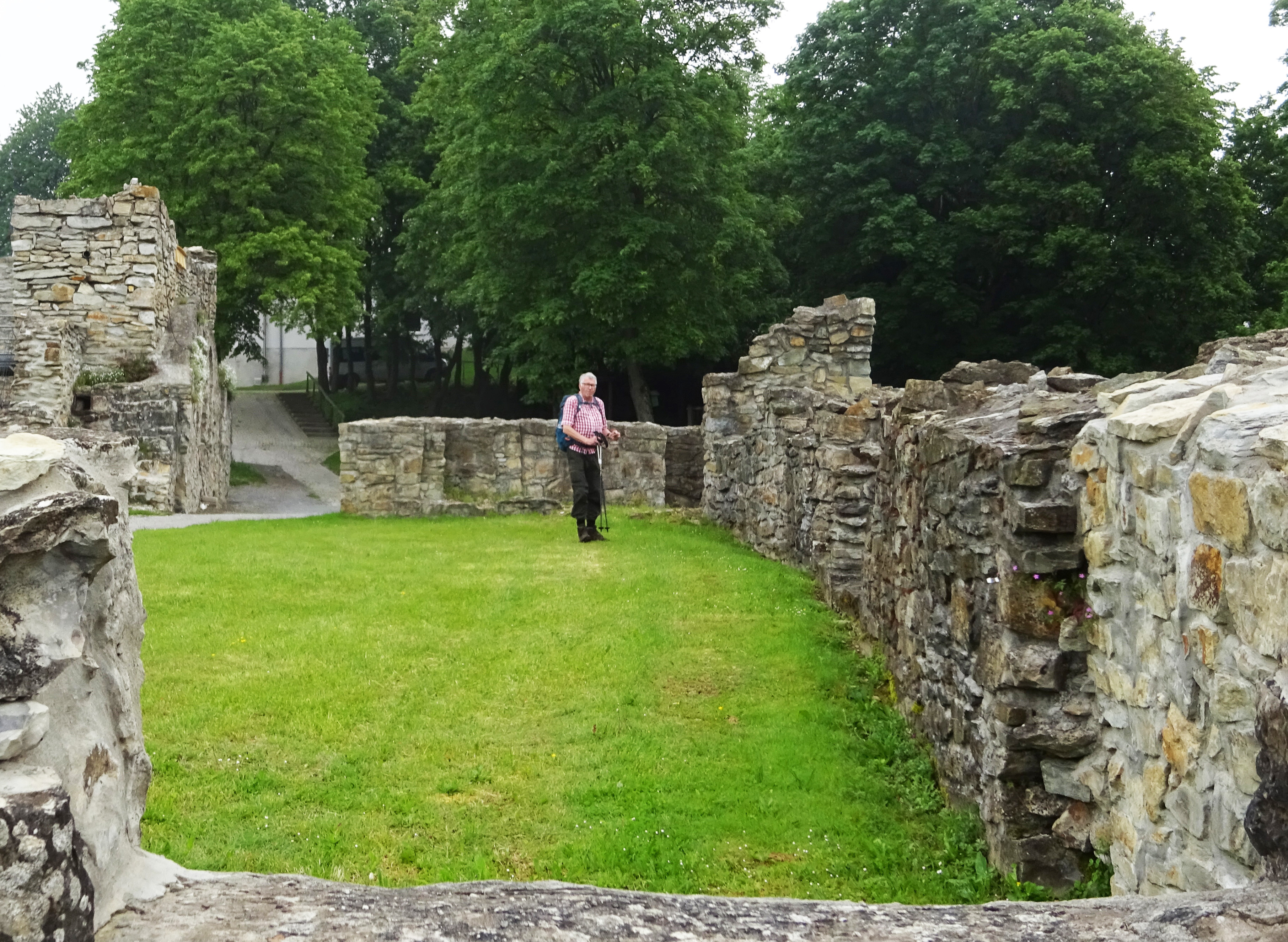
Burggelände der Burgruine Ringelstein

## Lage
Die Burgruine Ringelstein liegt auf dem Gebiet der Bürener Ortschaft Harth. Sie wurde an exponierter Stelle auf der Spitze einer Spornlage nördlich des Almetales und östlich des Mummentals errichtet. Von der Burg aus hatte man nach allen Seiten einen freien Ausblick.

## Sanierung
Auf dem Gelände der Burg Ringelstein fanden ab Dezember 2005 umfangreiche Grabungen statt. Gewölbekeller, unterirdische Gänge sowie ein mächtiger Wehrturm mit ursprünglich 20 Metern Höhe wurden freigelegt. Diese Ausgrabungen verdeutlichten den imposanten Umfang dieser mittelalterlichen Burg im Bürener Land. Die Burgruine wird seit 2006 saniert, und die Sanierung bis mindestens 2022 fortgesetzt, Tonnengewölbe und Mauerwerk sind neu aufgebaut. Begleitet wird dies mit einer AGH (Arbeitsgelegenheit) des Jobcenters Paderborn und des Caritasverbands Paderborn e. V. bei der Suchtkranke Lebenshilfe erhalten und qualifiziert werden.